# Šaglyteniz
Šaglyteniz, kazašsky Šagalalyteniz (Шағалалытеңіз) je bezodtoké sladkovodní jezero v Severokazachstánské oblasti v Kazachstánu. Má rozlohu 240 km² (je proměnlivá, v letech s velkým množstvím vody až 380 km²). Dosahuje hloubky až 2 m. Leží v nadmořské výšce 135 m.

## Vodní režim
Zdroj vody je převážně sněhový. Periodicky vysychá. Ústí do něj řeka Čaglinka.